# Jugendwehr (Deutsches Kaiserreich)
Jugendwehren entstanden im Deutschen Kaiserreich seit den 1890er Jahren als Organisationen zur vormilitärischen Ausbildung. Einen Aufschwung erlebten sie während des Ersten Weltkrieges.

## Geschichte
Eine erste Jugendwehr wurde 1896 in Berlin gegründet. Im Zentrum stand die vormilitärische Ausbildung in Form von Exerzieren und ähnlichen Drillmaßnahmen. Seit 1908 warben die Kriegervereine für die Jugendwehren. Kurze Zeit später hat auch das Kriegsministerium die Verbände wohlwollend registriert. Von Seiten des Zentralausschusses zur Förderung der Volks- und Jugendspiele wurde die Bewegung kritisiert, da diese nicht in der Lage seien die „Wehrkraft“ zu stärken. Wilhelm II. dagegen drängte auf die Bildung einer nationalen Jugendorganisation insbesondere zur Bekämpfung der Sozialdemokratie. Dem Kaiser schwebte eine Organisation nach dem Muster der Boy Scouts vor. Der damit beauftragte General konnte mit Hinweis auf die Kosten und den Widerstand der bestehenden Organisationen diesen Plan verhindern. 

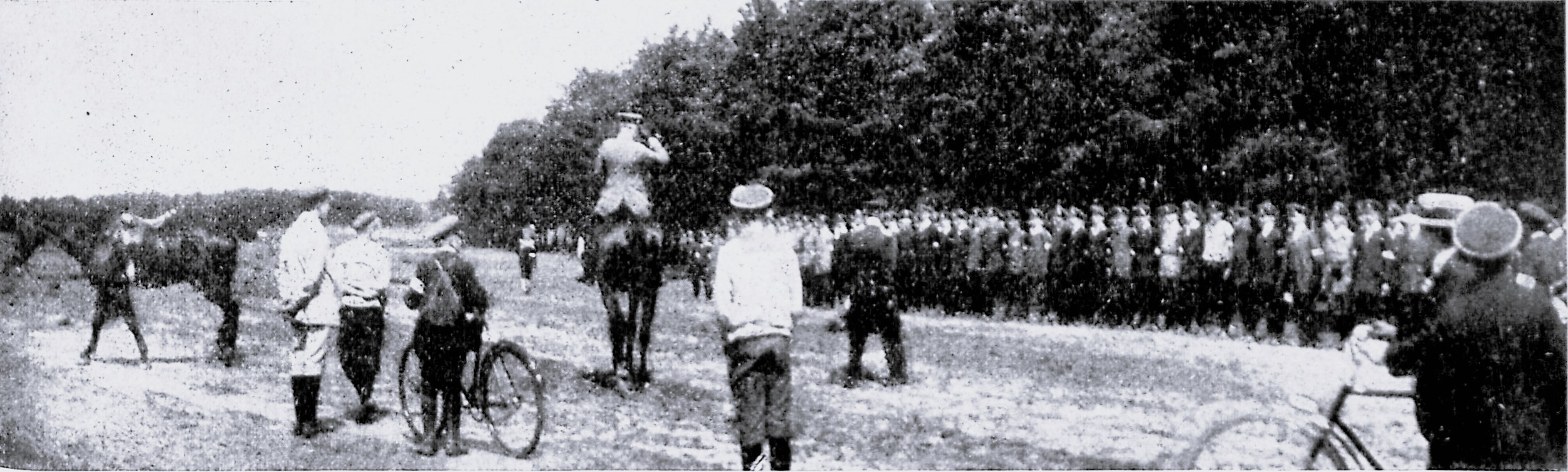
Polizeimajor Grünweller begrüßt die Lübeckischen und Altonaer Mannschaften auf der Palinger Heide im Juni 1915 zu einer kriegsmäßigen Übung.

Im Jahr 1910 kam es zu einem Zusammenschluss in einem Kartell der Jugendwehren. Allerdings blieb die Bedeutung der Organisationen zunächst gering. Während des Ersten Weltkrieges gewannen die Organisationen für das Militär eine größere Bedeutung und es wurde sogar ein Reichsjugendwehrgesetz geplant. Dazu kam es jedoch nicht.
Heinrich Himmler war von Ostern bis Herbst 1915 Mitglied der Jugendwehr in Landshut und erhielt dabei eine vormilitärische Ausbildung.